# Marc Tarabella
 (14 décembre 2022).
Le texte peut changer fréquemment, n’est peut-être pas à jour et peut manquer de recul. 
Le titre et la description de l'acte concerné reposent sur la qualification juridique retenue lors de la rédaction de l'article et peuvent évoluer en même temps que celle-ci.
 (décembre 2022).
Si vous disposez d'ouvrages ou d'articles de référence ou si vous connaissez des sites web de qualité traitant du thème abordé ici, merci de compléter l'article en donnant les références utiles à sa vérifiabilité et en les liant à la section « Notes et références ».
Marc Tarabella, né le 11 mars 1963 à Ougrée dans la province de Liège, est un homme politique belge francophone, membre du Parti socialiste. Il est bourgmestre d'Anthisnes et député européen de 2004 à 2024. 
Il fait partie des suspects écroués en février 2023, dans le cadre du scandale de corruption par le Qatar au Parlement européen aux côtés d'autres membres du Parlement européen, tels qu'Andrea Cozzolino, par exemple. 

## Biographie

### Enfance
Marc Tarabella naît en 1963 d'une mère agricultrice et d'un père ouvrier carrier, originaire de Seravezza en Toscane (Italie). Depuis sa naissance, il vit à Anthisnes, commune rurale de 4 000 habitants située dans le Condroz liégeois.

### Débuts en politique
Marc Tarabella s'engage en politique lorsqu'il est étudiant en sociologie à l'université de Liège notamment en contribuant à la remise sur pied du mouvement des étudiants socialistes. Une fois diplomé en 1986, il travaille successivement dans les cabinets ministériels de Guy Coëme (1988) et de Bernard Anselme (1988-1990) avant de rejoindre une institution publique de crédit, la CGER (qui intègrera par la suite Fortis puis  BNP Paribas Fortis), où il s'engage dans le syndicalisme.

### Premiers mandats
En 1988, il est élu conseiller communal de la commune d'Anthisnes sur la liste de l'opposition PS. Lors des élections communales suivantes, en 1994, le PS anthisnois grâce à une liste d'ouverture, obtient la majorité et Marc Tarabella devient bourgmestre à l'âge de 31 ans. Il conserve son siège aux élections suivantes de 2000 et 2006. 
Le 13 juin 2004, Marc Tarabella est élu député européen avec près de 32 000 voix de préférence. Il quitte alors son emploi à la banque pour se consacrer pleinement à son engagement politique, à la commune d'Anthisnes et à sa fonction parlementaire européen, où la Protection des Consommateurs et l'Agriculture sont ses principaux centres d'intérêt. 
En juillet 2007, Marc Tarabella quitte son mandat de député européen pour devenir ministre wallon de la Formation et ministre communautaire de la Jeunesse et de l'Enseignement de Promotion sociale.

### Législature européenne 2009-2014
Il redevient député européen le 16 juillet 2009 avec 50 993 voix de préférence et il retrouve les commissions parlementaires de l'agriculture et du développement rural et du marché intérieur et de la protection des consommateurs. Il devient un des rares hommes à siéger au sein de la commission des Droits de la Femme et de l’Égalité des Genres. 
En 2010, une large majorité de députés vote en faveur de son rapport sur l'égalité entre les hommes et les femmes reconnaissant notamment le droit de toutes les femmes à disposer de leurs corps via un accès aisé à la contraception et à l'avortement[réf. nécessaire]. 
En 2011, il est désigné rapporteur pour la directive marché public au sein de la commission marché intérieur et protection des consommateurs. Ce rapport destiné à réformer en profondeur l'attribution des marchés publics tout en simplifiant leur accès notamment pour les PME et en introduisant des clauses sociales sera voté au Parlement européen avec une large majorité en 2014. 
Au même moment, il est nommé rapporteur pour avis de la commission agriculture dans le dossier de l'étiquetage des denrées alimentaires. Il prône l'obligation de la mention de la provenance des viandes ainsi que de l'ingrédient majoritaire dans les aliments transformés.
Aux élections communales de 2012, il est réélu bourgmestre d'Anthisnes.

### Législature européenne 2014-2019
En 2014, il est réélu pour un troisième mandat au Parlement européen avec 85 828 voix de préférence. Il devient chef de la délégation socialiste belge et retrouve les commissions parlementaires dans lesquelles il siégeait au mandat précédent.
Il est à l'initiative de la création de l'Intergroupe Sport dont le but est de mettre les thématiques liées au sport au centre de l'agenda politique européen. Il devient, avec le député espagnol Santiago Fisas, le co-président de cet intergroupe qui verra le jour en décembre 2014.
Il fait partie des premières personnalités politiques[réf. nécessaire] à critiquer l'attribution de la coupe du monde 2022 au Qatar. Il dénonce notamment les conditions de travail des ouvriers migrants (népalais pour la plupart) ainsi que les soupçons de corruption planant autour de cette coupe du monde. 
Le 10 mars 2015, le « rapport Tarabella » faisant une nouvelle fois l'état des lieux de l'égalité entre les hommes et les femmes et se focalisant davantage sur les thèmes de la pauvreté et de l'emploi des femmes est voté au sein de l'hémicycle de Strasbourg.
Au sein de la commission marché intérieur et protection des consommateurs, il est désigné rapporteur pour avis dans le dossier Big Data dans lequel il se positionne notamment pour la protection des données personnelles des utilisateurs. Il se positionne également en faveur de la suppression totale des frais roaming et encourage la neutralité du net. 
Actuellement[Quand ?], Marc Tarabella s’intéresse à la consommation de lait, fruits et légumes au sein des écoles primaires. Cette mesure est destinée à lutter contre l'obésité infantile ainsi qu'à favoriser les producteurs locaux.
En décembre 2015, il demande l'arrêt des négociations du partenariat transatlantique de commerce et d'investissement après avoir eu accès à des documents du ministère américain de l'Agriculture qui révèlent le rapport de force favorable quasi exclusivement aux États-Unis.

### Législature européenne 2019-2024
Après avoir été réélu bourgmestre de la commune d'Anthisnes en octobre 2018, Marc Tarabella est désigné pour remplacer Paul Magnette au Parlement européen, entamant ainsi son quatrième mandat européen. 
Le 20 janvier 2021, il annonce rejoindre, en parallèle de son engagement au sein du PS, le parti politique italien Articolo Uno.

### Qatargate en 2022
En décembre 2022, son nom est cité dans le cadre d'une opération de lutte contre la corruption menée par l'Office central pour la répression de la corruption, et impliquant des personnalités politiques européennes susceptibles d'avoir reçu de l'argent du Qatar. Le bureau des assistants de Marc Tarabella est mis sous scellés et son domicile perquisitionné,. Pour la durée de l'enquête, le Parti socialiste belge suspend Marc Tarabella de sa qualité de membre du PS. L'eurodéputé belge est également suspendu du groupe des Socialistes et Démocrates (S&D) du Parlement européen, alors que la principale suspecte, la Grecque Éva Kaïlí, perd sa fonction de vice-présidente de l'assemblée, à la suite d'un vote des députés de Strasbourg,. 
L'homme politique italien, Pier Antonio Panzeri interpellé avec 600 000 euros en liquide dans son appartement, aurait reconnu partiellement son implication dans cette affaire mais dénonce Marc Tarabella « comme bénéficiaire des cadeaux venant du Qatar ». Ce dernier nie toute influence et tout cadeau reçu venant de cet État.
Son immunité de parlementaire européen est levée le 2 février 2023. Il est interpellé le 10 février 2023 puis inculpé pour « corruption », « blanchiment d’argent » et « appartenance à une organisation criminelle », et écroué (de même que Eva Kaili, Francesco Giorgi, et Antonio Panzeri). Selon le mandat d'arrêt, il ferait partie d'un quatuor comprenant également Andrea Cozzolino, Alessandra Moretti et Marie Arena.
En avril 2023, il est placé en détention à domicile avec un bracelet électronique.

### Continuité comme bourgmestre
Magrés ses ennuis judiciaires, il est de nouveau réélu bourgmestre d'Anthisnes lors des élections communales de 2024.

## Décorations
- Chevalier de l'ordre de Léopold (26 mai 2014)[20]